# Angola-Zwerggalago
Der Angola-Zwerggalago (Galagoides kumbirensis) ist eine Primatenart aus der Familie der Galagos (Galagonidae). Sie wurde erst im Februar 2017 beschrieben und ist bisher nur aus dem Kumbirawald und angrenzender Savanne nahe der Stadt Conda in Angola, etwa 150 km südöstlich der Hauptstadt Luanda, bekannt.

## Merkmale
Die drei für die Erstbeschreibung untersuchten Exemplare hatten Kopfrumpflängen von 14,9 bis 17,1 cm und einen 17,9 bis 20,8 cm langen Schwanz. Der Schädel ist 4 cm lang. Der Angola-Zwerggalago ist graubraun gefärbt, der mit langen Haaren versehene Schwanz ist dunkler und wird zum Ende hin zunehmend dunkler. Die Schnauze ist leicht nach oben gerichtet, oben dunkel und an ihrer Unterseite rosig gefärbt. Die Augen sind von dunklen Ringen umgeben, der Nasenstrich, Kehle, Kinn und Wangen sind weißlich, das übrige Gesicht ist graubraun. Das Ohreninnere ist an der Basis weißlich, an den Rändern gelblich. Außen sind die Ohren grau mit zwei hellen Flecken am Übergang zur Kopfoberseite. Der Bauch und die Innenseiten der Gliedmaßen sind cremefarben bis gelblich. Der gelbliche Ton ist am Übergang zur dunkleren, graubraunen Rückenfärbung am stärksten. Wenn die Tiere ruhen wird der Schwanz gebogen gehalten.
In Größe und Färbung ähnelt Der Angola-Zwerggalago dem Moholi-Galago (Galago moholi), der ebenfalls in Angola vorkommt. Der Angola-Zwerggalago hat jedoch eine schmalere, längere Schnauze und unterscheidet sich auch durch seine Rufe von anderen Galagoarten.

Das Verbreitungsgebiet des Angola-Zwerggalagos

## Lebensraum
Der Lebensraum des Angola-Zwerggalagos liegt 285 bis 910 Meter über dem Meeresspiegel und besteht aus feuchtem Primär- und Sekundärwald mit hohen Bäumen und angrenzender halbtrockener Savanne mit baumgesäumten Wasserläufen und Beständen von Afrikanischen Affenbrotbäumen. Die Individuendichte ist im Wald mit etwa 2,6 Exemplaren auf einen Quadratkilometer wesentlich höher als in der Savanne, wo weniger als 0,2 Galagos pro Quadratkilometer leben. Der genaue Umfang des Verbreitungsgebietes ist bisher unbekannt und wird von den Autoren der Erstbeschreibung auf weniger als 20.000 bis 405.000 km² geschätzt, je nachdem welche geografischen Barrieren angenommen werden. Bei Annahme eines großen Verbreitungsgebietes könnte Galagoides kumbirensis nördlich bis zum Kongo und östlich bis zum Kasai vorkommen.
Da es im Lebensraum des Angola-Zwerggalagos zu starkem Holzeinschlag kommt, wird die Art von den Autoren der Erstbeschreibung als gefährdet (Vulnerable) eingeschätzt.